# توماس جايج
توماس جايج (بالإنجليزية: Thomas Gage)‏‏ (1719 - 2 أبريل 1787 في جزيرة بورتلاند) ضابط، ومسؤول، وإداري استيطاني، وجندي من مملكة بريطانيا العظمى.

## روابط خارجية
- توماس جايج على موقع الموسوعة البريطانية (الإنجليزية)
- توماس جايج على موقع ميوزك برينز (الإنجليزية)
- توماس جايج على موقع إن إن دي بي (الإنجليزية)
- توماس جايج على موقع ديسكوغز (الإنجليزية)